# Continue?9876543210
Continue?9876543210 è un videogioco indipendente d'avventura dinamica e rompicapo sviluppato da Jason Oda e pubblicato da StarvingEyes il 24 novembre 2013 su iOS e iPad - e il 3 gennaio 2014 su Microsoft Windows, Linux e macOS.

## Trama
Il giocatore assume il ruolo di un individuo la cui vita è giunta al termine, che vaga attraverso gli angoli più bui della sua memoria cercando di trovare la pace negli ultimi momenti della sua permanenza nel mondo terreno, prima di essere cancellato dall'esistenza.

## Modalità di gioco
Il gioco dispone di una visuale dall'alto e il giocatore deve selezionare una di 11 carte - divise in due diverse categorie - in maniera casuale, liberare il passaggio verso le uscite del livello per completare quest'ultimo prima che il tempo scada - altrimenti, perderà la partita e dovrà ripetere il livello.
Talvolta, è necessario richiedere un fulmine agli altri personaggi per sbloccare l'ultimo passaggio di un livello - eliminando gli ostacoli che separano il giocatore dall'uscita. Tra un livello e l'altro, il giocatore deve completare dei minigiochi.
Le carte influenzano il progredire nei livelli: alcuni livelli terminano 10 secondi dopo che il giocatore ha parlato con 5 personaggi; altri terminano 30 secondi dopo l'inizio, affrettando il giocatore a trovare l'uscita. Inoltre, il giocatore brandisce una spada e può utilizzarla per difendersi da/abbattere eventuali nemici.

## Accoglienza
| Testata                          | Versione | Giudizio |
| -------------------------------- | -------- | -------- |
| Metacritic (media al 02-06-2020) | PC       | 62/100   |
| Metacritic (media al 02-06-2020) | iOS      | 71/100   |
| Eurogamer                        | PC       | 6/10     |
| GameSpot                         | PC       | 7/10     |
| IGN                              | PC, iOS  | 7,9/10   |

Il gioco ha ricevuto recensioni medie da parte della critica specializzata.